# Slag bij Vercellae
De Slag bij Vercellae of Slag bij de Vlakte van Raudine is een veldslag tussen het Romeinse Rijk en het leger van de Cimbren. In 101 v.Chr. vernietigden de Romeinse consul Gaius Marius en proconsul Quintus Lutatius Catulus Caesar een grote invasiemacht van Germaanse Cimbren onder stamhoofd Boiorix nabij de nederzetting Vercellae (modern Vercelli) in Gallia Cisalpina. Veel eer voor de overwinning viel Catullus' legaat Lucius Cornelius Sulla ten deel, voor het leiden van de Romeinse en geallieerde Italiaanse cavalerie. De Cimbren werden nagenoeg weggevaagd, met meer dan 140.000 doden en 60.000 gevangenen (inclusief een groot aantal vrouwen en kinderen).

## Verloop van de veldslag
Aldus volgt Theodor Mommsen's verslag: De twee legers ontmoetten elkaar bezuiden Vercellae, niet ver van de samenvloeiing van de Sesia met de Po, precies op de plek waar Hannibal zijn eerste gevecht had geleverd op Italiaanse bodem. De Cimbren verlangden naar de strijd, en stuurden overeenkomstig hun gebruiken bericht naar de Romeinen om de plaats en tijd te bepalen; Marius voldeed aan hun wens en koos de volgende dag - het was 30 juli 653 - op de vlakte van Raudine, een brede, vlakke ruimte die de superieure Romeinse cavalerie geschikt vond voor hun manoeuvres. Hier stortten ze zich op hun vijand, die ondanks de afgesproken ontmoeting toch verrast was; immers in de dichte ochtendmist bevonden ze zich plotsklaps in een man-tegen-mangevecht met de Romeinse cavalerie voordat ze een aanval hadden verwacht, en daardoor kwamen ze in het nauw door hun eigen infanterie die net zich aan het opmaken was voor het gevecht. Een complete overwinning werd behaald met slechts geringe verliezen, en de Cimbren werden vernietigd.
Degenen die de dood vonden in het gevecht, wat de meesten overkwam, mochten zich gelukkig wanen, inclusief de onverschrokken koning Boiorix; gelukkiger tenminste dan degenen die achteraf in wanhoop de hand aan zichzelf sloegen, of verplicht werden om op de slavenmarkt van Rome op een meester te wachten, die wellicht represailles zou nemen op de individuele Noordman voor de brutaliteit van het ongepaste begeren van het prachtige zuiden. De Tigorini, die achter de Alpenpassen waren gebleven met de intentie om de Cimbren te volgen, vluchtten bij het horen van het nieuws over de nederlaag naar hun geboorteland. De menselijke lawine, die al dertien jaar lang de naties van de Donau tot de Ebro, van de Seine tot de Po had schrik had aangejaagd, lag onder de zoden of ploeterde onder het juk van slavernij; de wanhoopstocht van de Germaanse stammen was ten einde; het dakloze volk van de Cimbren en hun kameraden bestond niet meer.]

## Nasleep
De overwinning bij Vercellae, direct volgend op overwinning van Marius tegen de Teutonen bij de Slag bij Aquae Sextiae in het voorgaande jaar, maakte een eind aan de Germaanse plannen om Rome te veroveren.
Ook politiek gezien had deze veldslag grote gevolgen voor Rome. Het signaleerde het begin van de rivaliteit tussen Marius en Sulla, welke uiteindelijk zou leiden tot de eerste van de grote Romeinse burgeroorlogen. Als beloning voor hun dappere diensten verleende Marius Romeins staatsburgerschap aan zijn Italiaanse soldaten, zonder consultatie of toestemming van de Senaat vooraf. Toen enkele Senatoren vragen stelden bij deze actie, zou hij claimen dat in strijdgewoel hij geen onderscheid kon maken tussen de stemmen van Romeinen en de bondgenoten ten opzichte van de stem van de wet. Voortaan zouden alle Italiaanse legioenen Romeinse legioenen zijn. Dit was tevens de eerste keer dat een zegevierende generaal openlijk de Senaat zou tarten, maar niet de laatste. In 88 v.Chr. zou Sulla, in strijd met zowel de wil de Senaat als de tradities, zijn troepen zelfs de stad Rome binnen leiden. En natuurlijk Julius Caesar die, na het bevel van de Senaat om zijn commando neer te leggen en vanuit Gallië terug te keren naar Rome om beschuldigingen van wangedrag onder ogen te zien, in plaats daarvan zijn legioenen over de Rubicon leidde in 49 v.Chr.. Dit betekende het begin van de burgeroorlog tussen hemzelf en de senatoriale strijdkrachten onder Pompeius. Die burgeroorlog luidde het einde in van de Romeinse Republiek.